# Josef Wenzig

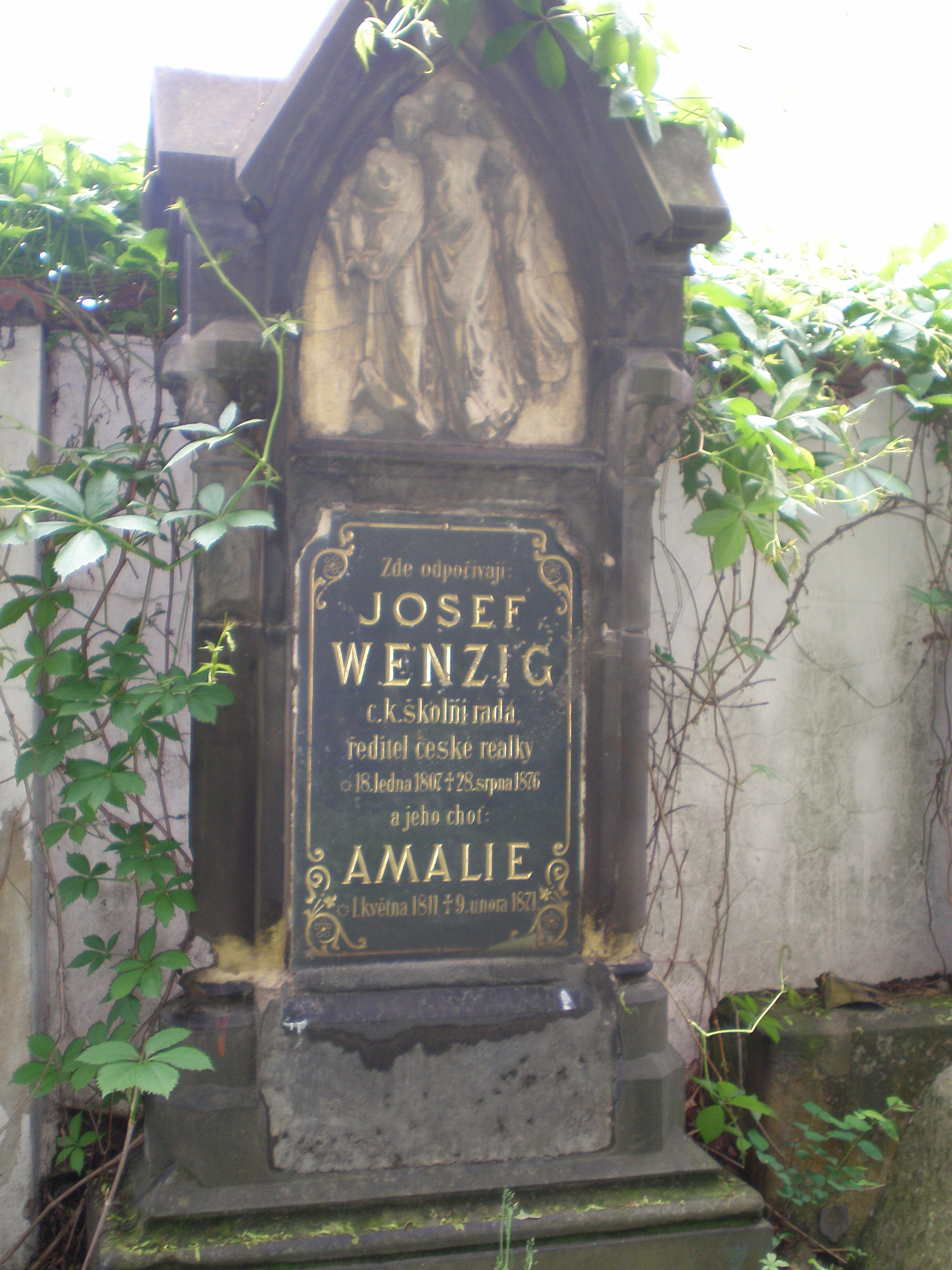
Mormântul lui Wenzig din Praga

Josef Wenzig (n. 1807, Praga - d. 28 august 1876, Turnov) a fost un scriitor și autor de librete ceh.

## Viața
Wenzig a fost profesor particular în familiile nobile, rector al Școlii Reale Cehe din Praga și din 1833 profesor de limba germană și de geografie. În timpul carierei sale didactice a contribuit la promovarea egalității limbii cehe cu cea germană în școlile din Boemia (Lex Wenzig). El a fost director al Asociației Artiștilor (Umělecká beseda) și l-a cunoscut acolo pe Bedřich Smetana .

## Lucrări
Wenzig a încercat să-și creeze o carieră de scriitor și a scris o piesă de teatru, care a fost recenzată pozitiv de Jan Neruda. Cu toate acestea, el a fost un dramaturg nesemnificativ pentru vremea sa. Mai cunoscute sunt libretele sale, pe care le-a scris inițial în limba germană și apoi le-a tradus în limba cehă (Dalibor și Libuše, puse ambele pe muzică de Smetana). Multe dintre poeziile sale au fost puse pe muzică de Johannes Brahms: op. 31 / 2 + 3; op. 43 / 1; op. 48 / 1 + 4; op. 49 / 3; op. 61/ 4; op. 69 / 1 + 2 + 3 + 4; op. 75 / 3; op. 104 / 4.